# Fatafehi Ma'ulupekotofa
Fatafehi Ma'ulupekotofa a été roi des Tonga entre 1784 et 1786.